# Pool It!
Pool It! — десятый студийный альбом американской поп-рок-группы The Monkees, первый альбом, выпущенный группой после её воссоединения. Пластинка заняла 72 строчку в чарте Billboard 200.

## Предыстория
В 1986 году Питер Торк, Микки Доленц и Дэви Джонс воссоединились для того, чтобы провести концертный тур, посвящённый двадцатой годовщине с выхода в эфир первых эпизодов телесериала «The Monkees». Майкл Несмит отказался от участия в туре. Во время совместной работы трио Доленца, Джонса и Торка записали три песни, включённые в сборник Then & Now... The Best of The Monkees 1986 года, а также новый материал, достаточный для выпуска нового альбома.

## Список композиций
| №  | Название                        | Вокал        | Длительность |
| -- | ------------------------------- | ------------ | ------------ |
| 1. | «Heart and Soul»                | Микки Доленц | 3:55         |
| 2. | «(I'd Go The) Whole Wide World» | Микки Доленц | 2:56         |
| 3. | «Long Way Home»                 | Дэви Джонс   | 3:50         |
| 4. | «Secret Heart»                  | Микки Доленц | 3:46         |
| 5. | «Gettin' In»                    | Питер Торк   | 3:03         |
| 6. | «(I'll) Love You Forever»       | Дэви Джонс   | 3:22         |

| №                   | Название                    | Вокал               | Длительность |
| ------------------- | --------------------------- | ------------------- | ------------ |
| 7.                  | «Every Step of the Way»     | Дэви Джонс          | 3:21         |
| 8.                  | «Don't Bring Me Down»       | Микки Доленц        | 3:39         |
| 9.                  | «Midnight»                  | Микки Доленц        | 4:28         |
| 10.                 | «She's Movin' in with Rico» | Дэви Джонс          | 3:21         |
| 11.                 | «Since You Went Away»       | Питер Торк          | 2:36         |
| 12.                 | «Counting on You»           | Дэви Джонс          | 3:46         |
| Общая длительность: | Общая длительность:         | Общая длительность: | 41:44        |